# 71 př. n. l.

## Události
- Spartakovo povstání skončilo porážkou otroků. Rozdrtil jej Crassus († 53 př. n. l. po porážce v Sýrii).

## Hlavy států
- Pontus – Mithridatés VI. Pontský (doba vlády asi 120 př. n. l. – 63 př. n. l.)[1]
- Parthská říše – Sinatrukés (78/77 – 71/70 př. n. l.) » Fraatés III.? (71/70 – 58/57 př. n. l.)
- Egypt – Ptolemaios XII. Neos Dionýsos (80 – 51 př. n. l.)
- Čína – Suan-ti (dynastie Západní Chan)
- starověká Arménie – Tigranés Veliký (doba vlády 95 př. n. l. – 55. př. n. l.)[2]